# بدفورد (ایندیانا)
بدفورد (به انگلیسی: Bedford) شهری در ایالت ایندیانا، ایالات متحده آمریکا است. در سرشماری سال ۲۰۰۰، جمعیت این شهر ۱۳،۷۶۸ نفر اعلام شد.

## اقتصاد
بدفورد به عنوان پایتخت سنگ آهک دنیا به حساب می‌آید و دارای معادن سنگ بسیاری است. از منابع این شهر برای پروژه‌های ساختمانی یا یادبودها استفاده می‌کنند. بدفورد همچنین خانه شرکت جنرال موتورز است.